# Ditte Ejlerskov
Ditte Ejlerskov, född 1982 i Fredrikshavn, är en dansk konstnär, bosatt i Malmö.
Ditte Ejlerskov är utbildad vid Århus konstskola, Det Fynske Kunstakademi i Odense, Cooper Union School of Art i New York 2007 samt på Konsthögskolan i Malmö med examen 2009.
Hon blandar måleri och material från sociala medier. Hon arbetat både abstrakt och figurativt, som i The Rihanna project, där hon kombinerar måleri med katalogisering och utskrivna kommentarer från internet kring Rihannas klädval över tid.
Ditte Ejlerskov fick Stiftelsen Anna-Lisa Thomson Till Minnes stipendium 2009 och Ester Lindahls stipendium 2014.